# Vaterpolo na OI 1948.
Na OI 1948. u Londonu, u Ujedinjenom Kraljevstvu, konačna ljestvica na vaterpolskom turniru je bila sljedeća:
| Odličje | Reprezentacija | sastav |
| zlato   | Italija        | Pasquale Buonocore, Emilio Bulgarelli, Cesare Rubini, Geminio Ognio, Ermenegildo Arena, Aldo Ghira, Tullo Pandolfini, Mario Maioni, Gianfranco Pandolfini                                                            |
| srebro  | Mađarska       | László Jeney, Miklós Holop, Dezsö Gyarmati, Károly Szittya, Oszkár Csuvik, István Szivós, Dezsö Lemhényi, Jenö Brandi, Dezsö Fabian, Endre Györfi                                                                    |
| bronca  | Nizozemska     | Johannes Jacobus Rohner, Cornelis Korevaar, Cornelis Braasem, Hans Stam, Rudolph Frederik Otto van Feggelen, Frits Smol, Albert Frits Ruimschotel, Hendrikus Zacharias Keetelaar, Pieter Johannes Alexander Salomons |